# José María Caro Rodríguez
José María Caro Rodríguez (San Antonio de Petrel, Pichilemu, 23 juni 1866 – Santiago, 4 december 1958) was de eerste Chileense kardinaal van de Rooms-Katholieke Kerk.

## Biografie
José María werd geboren als vierde van negen kinderen uit het huwelijk tussen José María Caro Martinez en Rita Rodríguez Cornejo. Na een studie aan het seminarie van Santiago vervolgde José María zijn opleiding aan het Pauselijk College Pio-Latinoamericano. Aan de Pauselijke Universiteit Gregoriana (1887-1891) studeerde hij vervolgens theologie.
Na zijn priesterwijding op 20 december 1890 in Rome keerde José María terug naar Chili waar hij aan het seminarie van Santiago onder meer les gaf in filosofie. Daarnaast was hij als pastoor actief in diverse parochies en ziekenhuizen. Van 1900-1911 was hij werkzaam als professor Theologie aan het seminarie in de Chileense hoofdstad.
Op 6 mei 1911 werd hij benoemd tot apostolisch vicaris van Tarapacá. Op 28 april 1912 volgde zijn wijding tot titulair bisschop van Milasa. Na zijn overplaatsing naar het bisdom La Serena in 1925 volgde zijn promotie tot aartsbisschop toen La Serena op 20 mei 1939 verheven werd tot aartsbisdom. Op 28 augustus 1939 werd José María benoemd tot metropoliet van Santiago.
José María's creatie tot kardinaal-priester door paus Pius XII volgde op 18 februari 1946, waarbij hem als titelkerk de Santa Maria della Scala werd toegewezen, een titeldiakonie maar voor deze gelegenheid tot titelkerk verheven. Als pauselijk legaat was hij aanwezig bij diverse vergaderingen en conferenties in Chili en Brazilië. Als oudste kardinaal (92 jaar) nam hij deel aan het conclaaf van 1958 waarin paus Johannes XXIII werd gekozen.
José María Caro Rodríguez overleed op 4 december 1958 te Santiago. Na eerst te zijn bijgezet in de crypte van de kathedraal, werden zijn stoffelijke resten later bijgezet in een aan de kathedraal grenzende kapel.

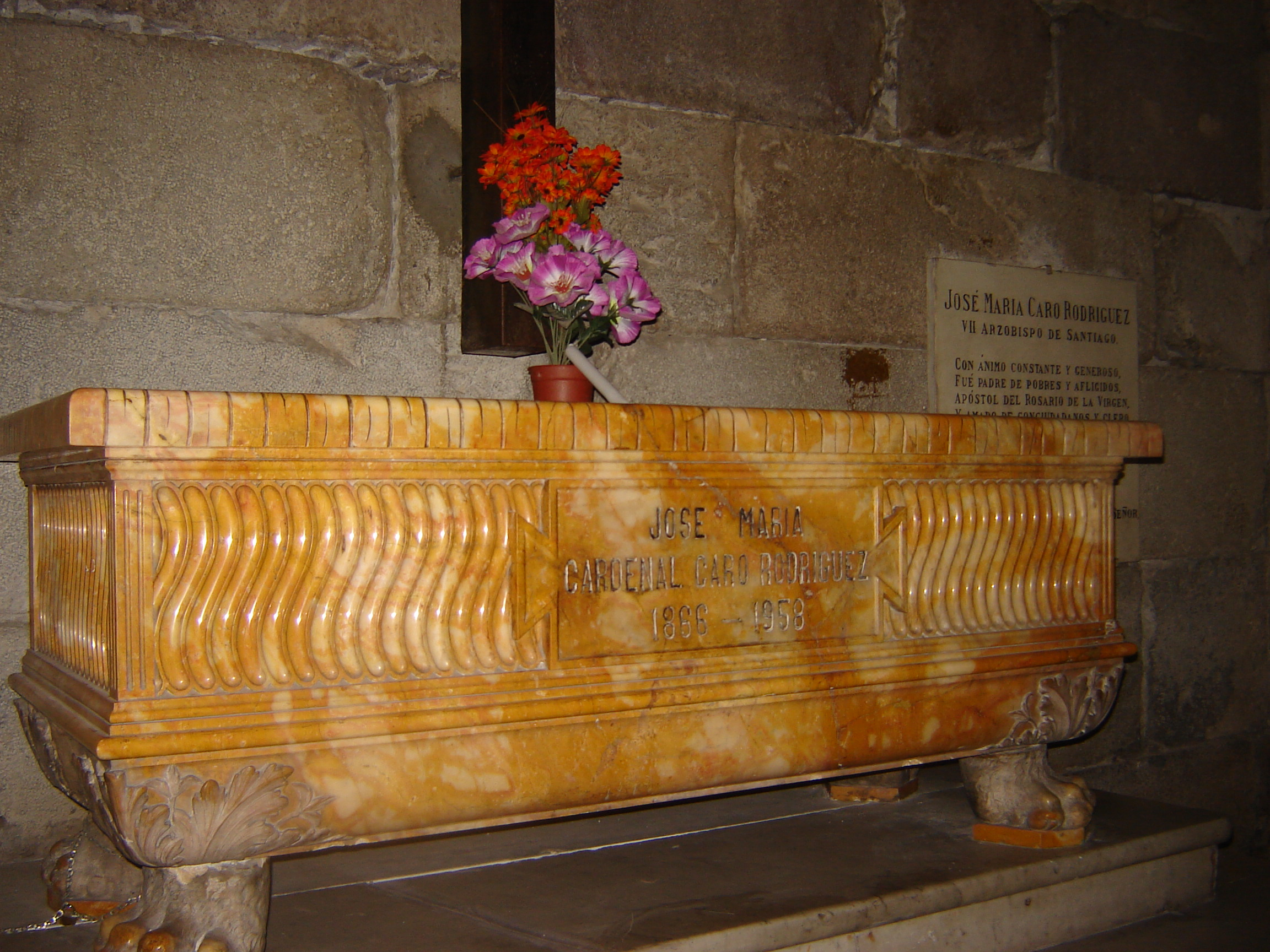
Laatste rustplaats
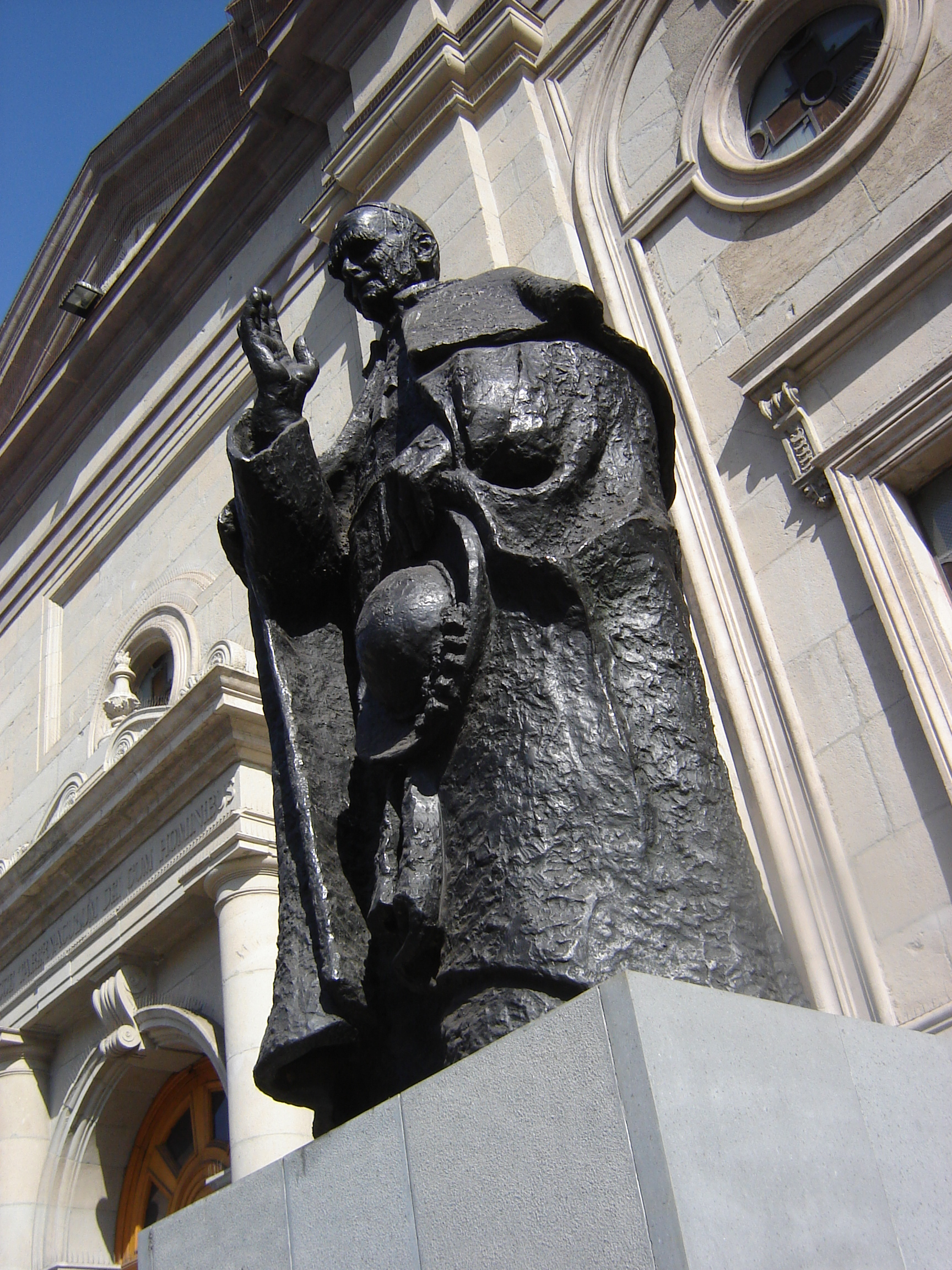
Standbeeld van José María Caro Rodríguez